# Faryal Talpur
Faryal Talpur – pakistańska polityk z prowincji Sindh. Członkini Pakistańskiej Partii Ludowej.
Faryal Talpur jest siostrą Asifa Alego Zardariego. Pełni funkcję burmistrza miasta Nawabśah. 6 października 2007 wzięła udział w wyborach prezydenckich w Pakistanie jako kandydatka Pakistańskiej Partii Ludowej. W wyborach parlamentarnych 18 lutego 2008 Talpur uzyskała mandat deputowanej.